# Obergras

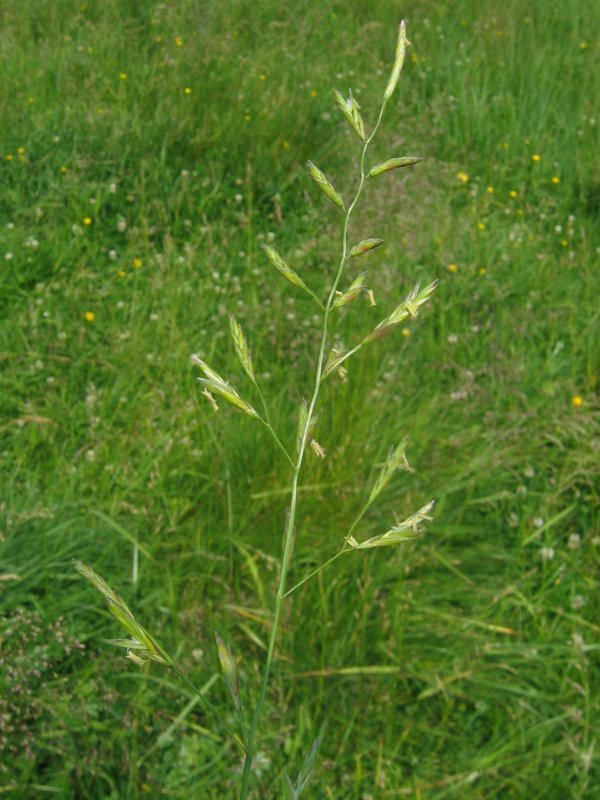
Das Obergras Wiesen-Schwingel

Bei Obergräsern handelt es sich um Gräser, welche viele Blütenhalme haben und durch ihren Rohfaserreichtum der Massebildner vorwiegend der Dauerwiesen sind. Die hochwachsenden Pflanzen haben blätterreiche Sprossachsen und wenig Bodenblätter. Auf Wirtschaftsgrünland fördert der Einsatz von Stickstoff das Obergraswachstum.
Zusammen mit den Unter- und Mittelgräsern, Leguminosen und Kräutern bilden sie die Zusammensetzung von Dauergrünländern.

## Arten
Wiesenfuchsschwanz, Wiesenschwingel, Knaulgras und Wiesenlieschgras sind typische Obergräser.